# Hôtel de la plage de Pärnu
L'hôtel de la plage de Pärnu (en estonien : Pärnu rannahotell) est un hôtel construit dans le parc de la plage de Pärnu à Pärnu en Estonie.

## Présentation
Le bâtiment représentant le fonctionnalisme a été conçu par Anton Lembit Soans et Olev Siinmaa. 
Le bâtiment a été construit en 1935-1937. 
L'hôtel de plage a ouvert le 17 juin 1937.
Le bâtiment était le bâtiment principal du sanatorium d'Estonie jusqu'aux années 1990.
En 1992-1994, il a été transformé en hôtel.
L'hôtel dispose de 55 chambres dont 11 suites dont la plus grande est la suite présidentielle.
Le bâtiment de l'hôtel a été reconnu comme monument culturel national.

## Galerie

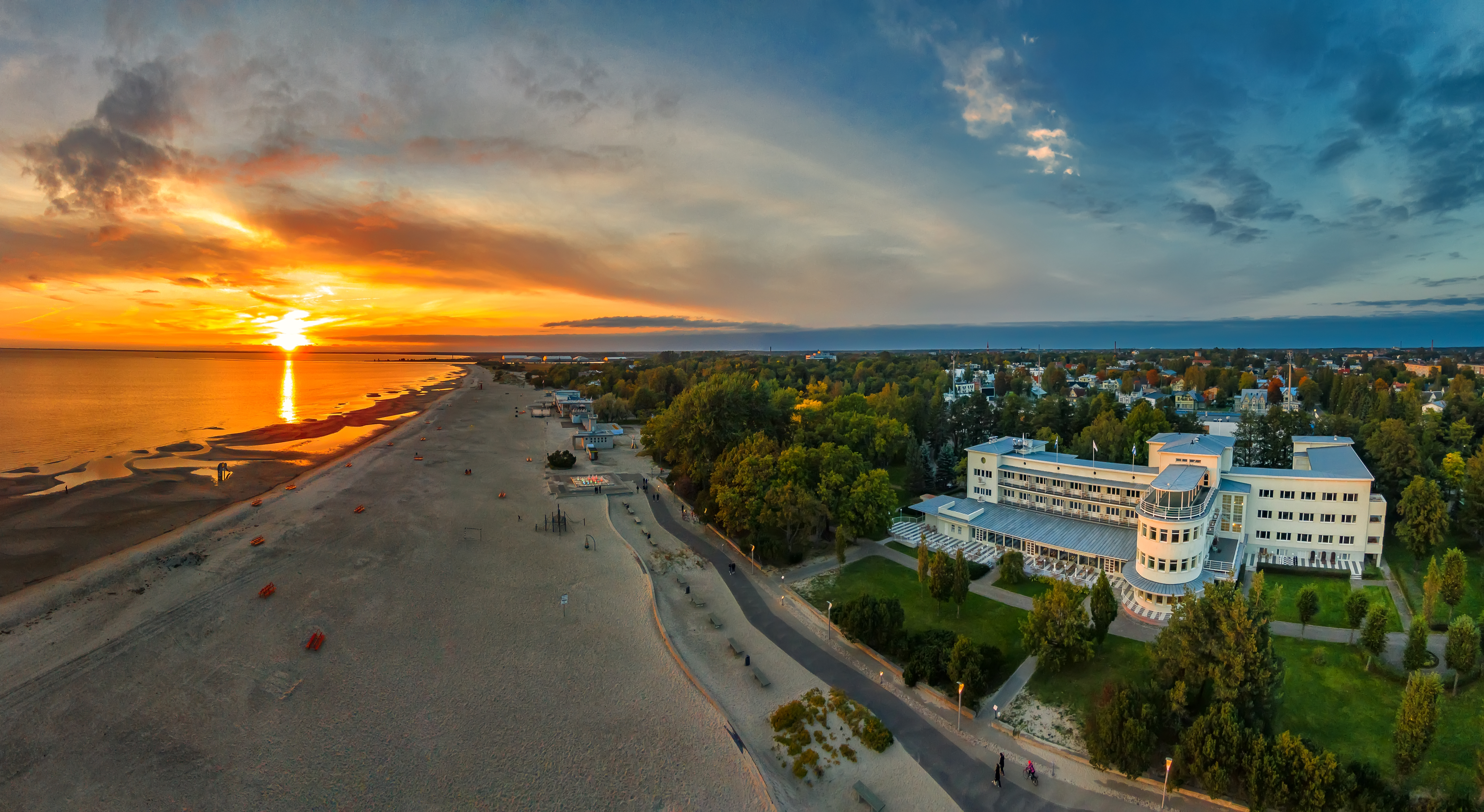
La plage de Pärnu et l'hôteldela plage.